# Johnny Höglin
Hans Johnny Höglin (26 febbraio 1943) è un ex pattinatore di velocità su ghiaccio svedese.

## Palmarès

### Olimpiadi invernali
- Oro a Grenoble 1968 nei 10000 metri.